# سامورزاکانو
سامورزاکانو (به لاتین: Samurzakano) منطقه ای تاریخی در جنوب شرقی ناحیه آبخاز  در غرب کشور گرجستان است.
سامورزاکانو در اوایل سده هجدهم میلادی به عنوان یکی از تیول های خاندان چاچبا بنیانگذاری شد. این منطقه شامل قلمرو شهرداری گالی امروزی و بخشی از ناحیه اوچامچیرا بود.

## نگارخانه

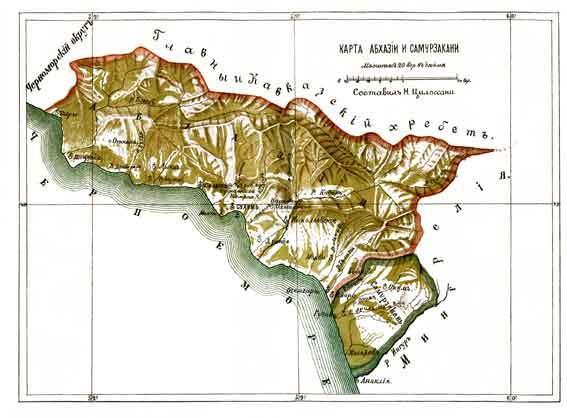
نقشه آبخاز امپراتوری روسیه در ۱۸۹۹ میلادی

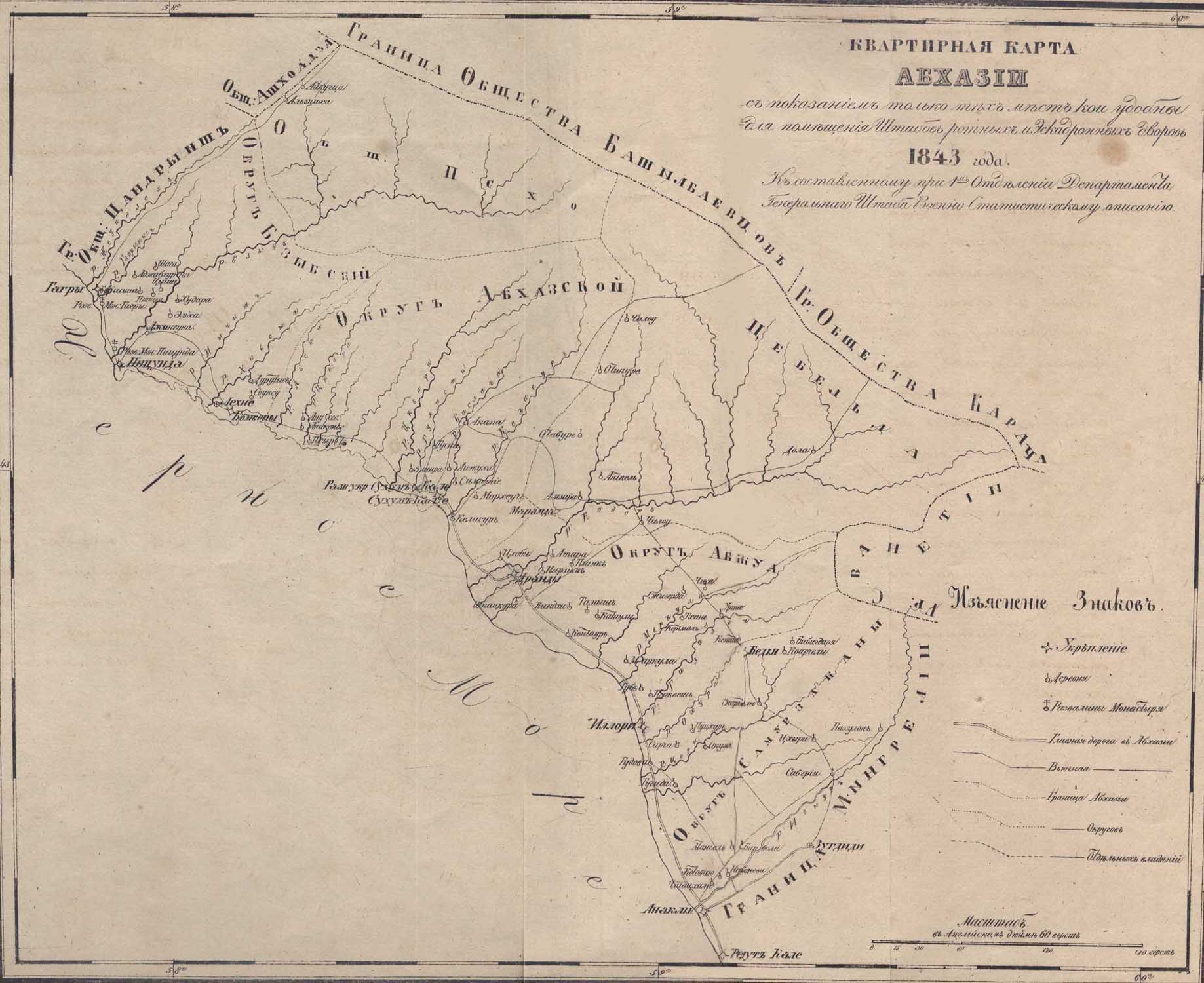
نقشه آبخاز امپراتوری روسیه در ۱۸۴۳ میلادی.